# 副統監
副統監（ふくとうかん、英語: Deputy Lieutenant, デピュティ・レフテナント）は、イギリスの官職名である。イングランドの典礼カウンティ、ウェールズの保存カウンティ、スコットランドの統監任命地域、北アイルランドのカウンティ・バラやカウンティなどの統監任命地域における統監の副官である。
副統監に任命された者は、ポスト・ノミナル・レターズ"DL"を追加することができる（例：John Brown, CBE, DL）。より重要な称号を多数持っている場合は、DLを省略することができるが、これはまれである。
副統監は、必要とされる職務を補佐するために、統監（ロード・レフテナント）によって指名される。副統監は、国王（女王）の命令により、政府の該当する大臣を通じて任命される。イングランドとウェールズでは、2001年11月以降、ランカスター公領大臣などの例外を除き、副統監の任命を担当する大臣は大法官である。スコットランドでは、1999年7月以降、スコットランド首相が担当している。
数十年前には、各カウンティの副統監の数は3人程度であった。しかし現在では、カウンティの人口に応じて副統監の数が変わるため、1つのカウンティで十数人の副統監が任命されることもある。副統監は、地域のコミュニティに貢献してきた人や、他の分野で公職に就いた経験のある人が選ばれる傾向にある。
統監が不在の時には、副統監がその代理として、地方の式典や公式行事（展覧会の開会式や英国国教会からの要請による牧師の任命など）に出席する。副統監は、自分の担当するカウンティ内か、その境界から7マイル（11キロメートル）以内に居住していなければならない。統監が交代しても副統監の任期は終了しないが、法律の規定により75歳で引退することになっている。
現役の副統監のうちの1人は統監代行(vice-lieutenant)に任命される。統監代行は、統監が不在の時にその代わりを務める。統監代行への任命は、任命した統監の引退とともに失効する。一般的には、統監代行はその後、副統監に戻ることになる。
国王から任命される統監とは異なり、副統監の役職は国王の被任命者の任命であるため、厳密には国王の直接の任命ではない。